# 22e cérémonie des Oscars

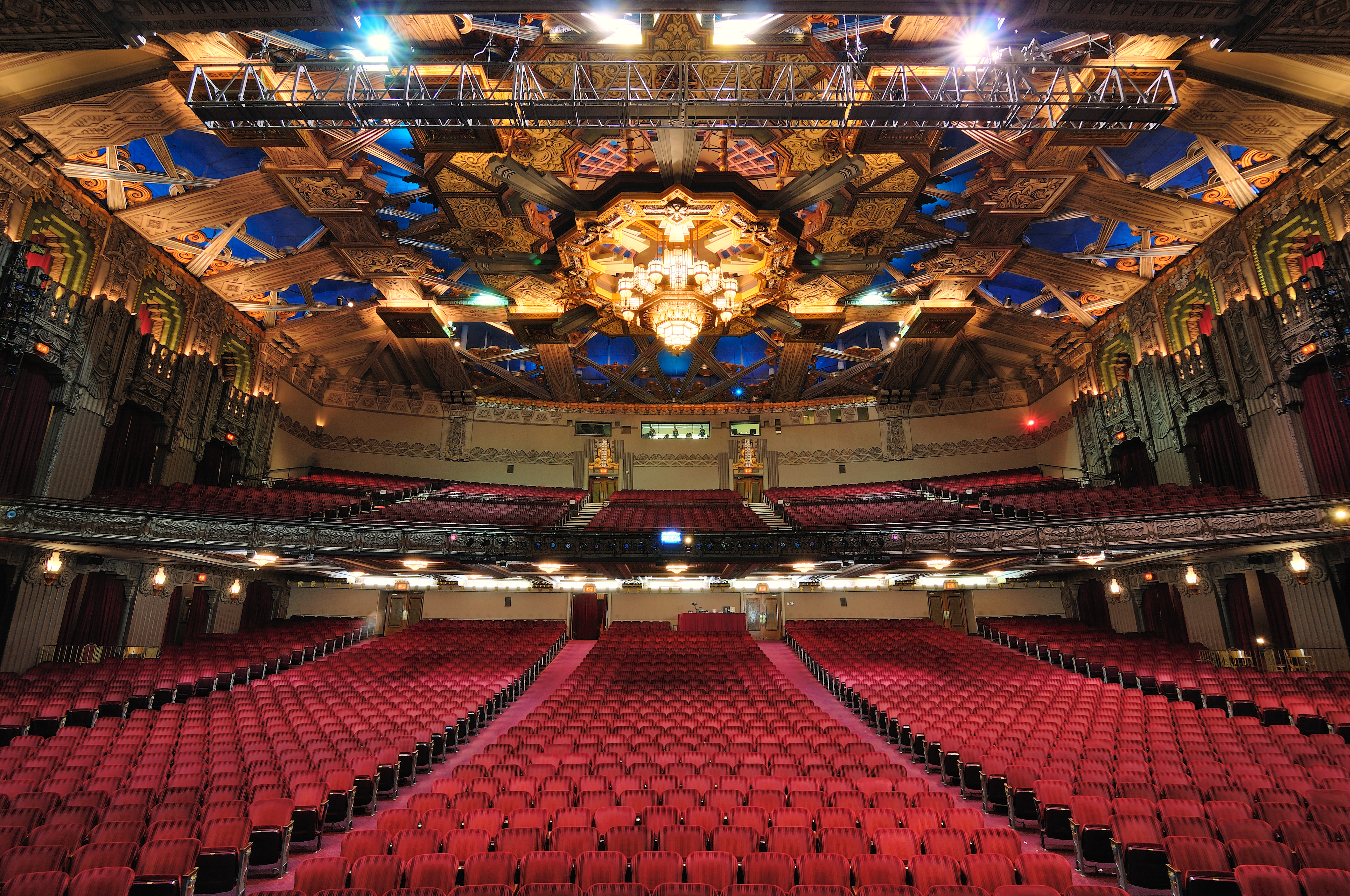
Vue de l'intérieur du Pantages Theatre à partir de la scène (2009).

La 22e cérémonie de remise des prix des Oscars eut lieu le mardi 23 mars 1950 à 20 heures au RKO Pantages Theatre à Hollywood. 

## La cérémonie
Le Maître de cérémonie était Paul Douglas, le metteur en scène Johnny Green et le directeur musical Robert Emmett Dolan.

## Palmarès et nominations
Les gagnants sont indiqués ci-dessous en premier de chaque catégorie et en caractères gras.

### Meilleur film
- Les Fous du roi (All the King's Men), produit par Robert Rossen Productions
  - Bastogne (Battleground), produit par Metro-Goldwyn-Mayer
  - L'Héritière (The Heiress), produit par Paramount
  - Chaînes conjugales (A Letter to Three Wives), produit par 20th Century Fox
  - Un homme de fer (Twelve O'Clock High), produit par 20th Century Fox

### Meilleur réalisateur
- Joseph L. Mankiewicz pour Chaînes conjugales
  - Carol Reed pour Première Désillusion (The Fallen Idol)
  - Robert Rossen pour Les Fous du roi
  - William Wellman pour Bastogne
  - William Wyler pour L'Héritière

### Meilleur acteur
- Broderick Crawford dans Les Fous du roi
  - Kirk Douglas dans Le Champion (Champion) de Mark Robson
  - Gregory Peck dans Un homme de fer
  - Richard Todd dans Le Dernier Voyage (The Hasty Heart) de Vincent Sherman
  - John Wayne dans Iwo Jima (Sands of Iwo Jima) d'Allan Dwan

### Meilleure actrice
- Olivia de Havilland dans L'Héritière
  - Jeanne Crain dans L'Héritage de la chair (Pinky) d'Elia Kazan
  - Susan Hayward dans Tête folle (My Foolish Heart) de Mark Robson
  - Deborah Kerr dans Édouard, mon fils (Edward, My Son) de George Cukor
  - Loretta Young dans Les Sœurs casse-cou (Come to the Stable) de Henry Koster

### Meilleur acteur dans un second rôle
- Dean Jagger dans Un homme de fer
  - John Ireland dans Les Fous du roi
  - Arthur Kennedy dans Le Champion
  - Ralph Richardson dans L'Héritière
  - James Whitmore dans Bastogne

### Meilleure actrice dans un second rôle
- Mercedes McCambridge dans Les Fous du roi
  - Ethel Barrymore dans L'Héritage de la chair
  - Ethel Waters  dans L'Héritage de la chair
  - Celeste Holm dans Les Sœurs casse-cou
  - Elsa Lanchester dans Les Sœurs casse-cou

### Meilleur scénario
- Douglas Morrow pour Un homme change son destin (The Stratton Story) de Sam Wood
  - Clare Boothe Luce pour Les Sœurs casse-cou
  - Shirley W. Smith & Valentine Davies pour Faux Jeu (It Happens Every Springs) de Lloyd Bacon
  - Harry Brown pour Iwo Jima
  - Virginia Kellogg pour L'enfer est à lui (White Heat) de Raoul Walsh.

### Meilleur scénario adapté
- Joseph L. Mankiewicz pour Chaînes conjugales
  - Robert Rossen pour Les Fous du roi
  - Cesare Zavattini pour Le Voleur de bicyclette (Ladri di Biciclette) de Vittorio De Sica (Italie)
  - Carl Foreman pour Le Champion
  - Graham Greene pour Première Désillusion

### Meilleur scénario et adaptation
- Robert Pirosh pour Bastogne
  - Sidney Buchman pour Je chante pour vous (Jolson Sings Again) de Henry Levin
  - Alfred Hayes, Federico Fellini, Sergio Amidei, Marcello Pagliero & Roberto Rossellini pour Païsa de Roberto Rossellini (It)
  - T.E.B. Clarke pour Passeport pour Pimlico (Passport to Pimlico) de Henry Cornelius (GB)
  - Helen Levitt, Janice Loeb & Sidney Meyers pour The Quiet One de Sidney Meyers

### Meilleure photographie

#### En noir et blanc
- Paul C. Vogel pour Bastogne
  - Franz Planer pour Le Champion
  - Joseph LaShelle pour Les Sœurs casse-cou
  - Leo Tover pour L'Héritière
  - Leon Shamroy pour Échec à Borgia (Prince of Foxes) de Henry King

#### En couleurs
- Winton C. Hoch pour La Charge héroïque (She Wore a Yellow Ribbon) de John Ford
  - Harry Stradling pour Entrons dans la danse (The Sr.Barkleys of Broadway) de Charles Walters
  - William E. Snyder pour Je chante pour vous
  - Robert H. Planck et Charles Edgar Schoenbaum pour Les Quatre Filles du Docteur March (Little Women) de Mervyn LeRoy
  - Charles G. Clarke pour Sand (en) de Louis King

### Meilleure direction artistique

#### En noir et blanc
- John Meehan, Harry Horner & Emile Kuri pour L'Héritière
  - Lyle R. Wheeler, Joseph C. Wright, Thomas Little et Paul S. Fox pour Les Sœurs casse-cou
  - Cedric Gibbons, Jack Martin Smith, Edwin B. Willis et Richard Pefferle pour Madame Bovary de Vincente Minnelli

#### En couleurs
- Cedric Gibbons, Paul Groesse, Edwin B. Willis et Jack D. Moore pour Les Quatre Filles du Docteur March
  - Edward Carrere et Lyle B. Reifsnider pour Les Aventures de Don Juan (Adventures of Don Juan) de Vincent Sherman
  - Jim Morahan, William Kellner et Michael Relph pour Sarabande (Saraband for Dead Lovers) de Basil Dearden

### Meilleurs costumes

#### En noir et blanc
- Edith Head & Gile Steele pour L'Héritière
- Vittorio Nino Novarese pour Échec à Borgia

#### En couleurs
- Leah Rhodes, Travilla et Marjorie Best pour Les Aventures de Don Juan
  - Kay Nelson pour Maman est étudiante (Mother Is a Freshman) de Lloyd Bacon

### Meilleur son
- 20th Century Fox Sound Department pour Un homme de fer
  - Universal-International Sound Department pour Once More, My Darling de Robert Montgomery
  - Republic Sound Department pour Iwo Jima

### Meilleure musique originale

#### Long-métrage
- Aaron Copland  pour L'Héritière
  - Max Steiner pour La Garce (Beyond the Forest) de King Vidor
  - Dimitri Tiomkin pour Le Champion

#### Film musical
- Roger Edens & Lennie Hayton pour Un jour à New York (On the Town) film musical de Gene Kelly et Stanley Donen
  - Morris Stoloff et George Duning pour Je chante pour vous
  - Ray Heindorf pour Le Grand Tourbillon (Look for the Silver Lining) de David Butler

### Meilleure chanson
- Frank Loesser pour  "Baby, It's Cold Outside" dans La Fille de Neptune (Neptune's Daughter) d'Edward Buzzell
  - Alfred Newman (musique) et Mack Gordon (chant) pour "Through a Long and Sleepless Night"  dans Les Sœurs casse-cou
  - Jule Styne (musique) et Sammy Cahn (chant) pour "It's a Great Feeling" dans Les Travailleurs du chapeau (It's a Great Feeling) de David Butler
  - Victor Young (musique) et Ned Washington (chant) pour "My Foolish Heart" dans Tête folle
  - Eliot Daniel (musique) et Larry Morey (chant) pour "Lavender Blue" dans Danny, le petit mouton noir (So Dear to My Heart) de Harold D. Schuster et Hamilton Luske

### Meilleur montage
- Harry Gerstad pour Le Champion
  - Robert Parrish et Al Clark pour Les Fous du roi
  - John D. Dunning pour Bastogne
  - Richard L. Van Enger pour Iwo Jima
  - Frederic Knudtson pour Une incroyable histoire (The Window) de Ted Tetzlaff

### Meilleurs effets visuels
- Merian C. Cooper et Ernest B. Schoedsack pour Monsieur Joe (Mighty Joe Young) d'Ernest B. Schoedsack (direction des effets spéciaux : Willis O'Brien)
  - Walter Wanger et Stuart Heisler pour Tulsa de Stuart Heisler

### Meilleur long métrage documentaire
- Daybreak in Udi produit par la Crown Film Unit(G.-B.)
  - Kenji Comes Home produit par Paul F. Heard

### Meilleur court métrage

#### En prises de vues réelles
- Aquatic House Party produit par Jack Eaton (en)
  - Roller Derby Girl produit par Justin Herman
  - So You Think You're Not Guilty produit par Gordon Hollingshead
  - Spills and Chills produit par Walton C. Ament
  - Water Trix produit par Pete Smith (en)

#### Documentaire
- A Chance to Live produit par Richard de Rochemont et So Much for So Little produit par Edward Selzer
  - 1848 produit par la French Cinema General Cooperative
  - The Rising Tide produit par St. Francis-Xavier University Nova Scotia

#### Animation
- For Scent-imental Reasons produit par Edward Selzer
  - Canary Row produit par Edward Selzer
  - Hatch Up Your Troubles produit par Fred Quimby
  - Magic Fluke produit par Stephen Bosustow
  - Toy Tinkers produit par Walt Disney

## Oscar spéciaux
- Le Voleur de bicyclette (Ladri di biciclette) de Vittorio De Sica •  Italie : meilleur film étranger diffusé en 1949 sur le territoire des États-Unis
- Fred Astaire pour "sa contribution artistique unique à la grandeur des films musicaux"
- Cecil B. DeMille pour "ses trente-sept ans de brillante carrière"
- Jean Hersholt pour "ses nombreux services rendus à l'industrie du cinéma"
- Bobby Driscoll : Récompense spéciale de la jeunesse
- Eastman Kodak Co. : Oscar spécial du mérite pour "son implication dans la sécurité et la qualité de la pellicule"

## Longs métrages de fiction par nombre d'Oscars

### Quatre Oscars
- L'Héritière

### Deux Oscars
- Les Fous du roi
- Chaînes conjugales
- Un homme de fer
- Bastogne

### Un Oscar
- Un homme change son destin
- Un jour à New York
- Les Aventures de Don Juan
- Le Champion
- Monsieur Joe
- La Fille de Neptune
- Les Quatre Filles du Docteur March
- La Charge héroïque
- Daybreak in Udi

## Longs métrages de fiction par nombre de nominations

### Huit nominations
- L'Héritière

### Sept nominations
- Les Fous du roi
- Les Sœurs casse-cou

### Six nominations
- Bastogne
- Le Champion

### Quatre nominations
- Un homme de fer
- Iwo Jima

### Trois nominations
- Chaînes conjugales
- L'Héritage de la chair
- Je chante pour vous

### Deux nominations
- Tête folle
- Première Désillusion
- Échec à Borgia
- Les Quatre Filles du Docteur March
- Les Aventures de Don Juan

### Une nomination
- Un homme change son destin
- Faux Jeu
- L'enfer est à lui
- Le Dernier Voyage
- Édouard, mon fils
- Le Voleur de bicyclette
- Païsa
- Passeport pour Pimlico
- The Quiet One
- La Charge héroïque
- Entrons dans la danse
- Madame Bovary
- Sarabande
- Maman est étudiante
- Once More, My Darling
- La Garce
- Un jour à New York
- Le Grand Tourbillon
- La Fille de Neptune
- Les Travailleurs du chapeau
- Danny, le petit mouton noir
- Une incroyable histoire
- Monsieur Joe
- Tulsa